# Cyanocorax
A Cyanocorax a madarak osztályának verébalakúak (Passeriformes) rendjébe és a varjúfélék (Corvidae) családjába tartozó nem.

## Rendszerezésük
A nemet Friedrich Boie német ornitológus írta le 1826-ban, az alábbi fajok tartoznak ide:
- Cyanocorax luxuosus
- zöld szajkó (Cyanocorax yncas)
- bajszos indigószajkó (Cyanocorax mystacalis)
- Hartlaub-indigószajkó (Cyanocorax melanocyaneus)
- yucatáni indigószajkó (Cyanocorax yucatanicus)
- Acapulco-indigószajkó (Cyanocorax sanblasianus)
- özvegy indigószajkó (Cyanocorax beecheii)

- üstökös indigószajkó (Cyanocorax dickeyi)
- feketemellű indigószajkó (Cyanocorax affinis)
- Helprin-indigószajkó (Cyanocorax heilprini)
- Cayenne-i indigószajkó (Cyanocorax cayanus)
- amerikai kékvarjú (Cyanocorax chrysops)
- fehérfejű indigószajkó (Cyanocorax cyanopogon)

Egyes szervezetek a Psilorhinus nembe sorolják ezeket a fajokat:	
- borzas indigószajkó (Cyanocorax caeruleus vagy Psilorhinus caeruleus)
- jácintkék indigószajkó (Cyanocorax violaceus  vagy Psilorhinus violaceus)
- bíbor-indigószajkó (Cyanocorax cyanomelas vagy Psilorhinus cyanomelas)
- tarajos indigószajkó (Cyanocorax cristatellus vagy Psilorhinus cristatellus)